# Așer
Conform Genezei, Așer este al optulea copil al lui Iacob, mama lui este Zilpah, servitoarea lui Leah.